# Xylopia javanica
Xylopia javanica är en kirimojaväxtart som beskrevs av Ernst Gottlieb von Steudel. Xylopia javanica ingår i släktet Xylopia och familjen kirimojaväxter. Inga underarter finns listade i Catalogue of Life.